# Іван Берладник
Іван Ростиславич (*бл.1112 — †1161/1162) — син Ростислава Володаревича, князь звенигородський (1129-1145) і галицький (1144). Прозваний Іваном Берладником, за втечу і князювання у придунайському місті Бирлад і головування серед берладників.

## Короткі відомості
Народився близько 1112 року. Був, імовірно, єдиним сином перемиського князя Ростислава Володаровича. Про його юність і дитинство відомостей в українських літописах немає.
Після смерті батька одержав у володіння місто Звенигород (на річці Білці).
1141 року розпочав війну зі своїм стрийком Володимирком Володаровичем.
У результаті невдалої спроби знайняти галицький княжий стіл (1144) був позбавлений Звенигородського удільного князівства, брав участь у боротьбі за Галич, після чого був змушений втекти на Дунай, де за назвою області Берладь, 1146 року згадується як Берладник.
Згодом подався до Києва, де служив при дворі князя Всеволода II Ольговича та його брата Святослава. 1158 року Берладник знову на Дунаї, де, організувавши загони лавців та берладників, у наступному році за підтримки половецького хана Башкорда вирушив у похід проти галицького князя Ярослава Осмомисла. Маючи 6-тисячне військо, обложив головне місто Галицького Пониззя — Ушицю, але, незважаючи на підтримку місцевого населення, зазнав поразки.
Після цього подався до Києва, а згодом — до Греції.
1161 (або 1162) року помер у Солуні у Візантії нібито від отруєння.

## Діти
- Ростислав, боровся з угорцями за галицький трон, проте в битві за в 1189 році Галич зазнав поразки. Поранений, потрапив в полон, де був отруєний.